# Scrooge!
Scrooge! is een serie theatervoorstellingen in, en op initiatief van, de Stadsschouwburg Haarlem. De eerste editie vond plaats in 2011 met Erik van Muiswinkel in de hoofdrol. Daarna volgden versies met Peter de Jong (2013), Brigitte Kaandorp (2015) en Bert Bunschoten en Wigbolt Kruyver van Toneelgroep Het Volk (2018). Hoewel het de bedoeling was om er een tweejaarlijkse uitvoering van te maken, werd de editie van 2017 opgeschoven naar 2018 in verband met het 100-jarig bestaan van de Stadsschouwburg Haarlem. Bij elke voorstelling is A Christmas Carol van Charles Dickens het uitgangspunt, maar de wijze waarop het originele verhaal wordt gebruikt, varieert per productie.

## Ontstaan
In 1991 presenteerde de Stadsschouwburg Haarlem de kerstproductie The Snowman. Sinds die tijd hoopten de medewerkers van de Stadsschouwburg dit project te herhalen, mogelijk in een andere vorm. De Haarlemse schouwburgdirecteur Jaap Lampe nam vervolgens het initiatief tot Scrooge! en hoopte daarmee een tweejaarlijkse theatertraditie op te zetten. Het hoorde volgens hem tot het cultureel erfgoed, net zoals De Nachtwacht, de Matthäus-Passion, Johan Cruijf en de concerten van Golden Earring.
Om de eerste editie financieel rond te krijgen deed Erik van Muiswinkel een oproep om geld te doneren met de campagne 'Laat Scrooge niet in z'n hempie staan'. Op de website van Stadsschouwburg Haarlem stonden kledingstukken afgebeeld met daarop de bedragen die al gedoneerd waren en het nog benodigde bedrag. Gevers werden beloond: zo kreeg men voor vijf euro (de minimale besteding) een naamsvermelding op de site en bij honderd euro of meer een kijkje achter de schermen. Latere edities kenden dit geldprobleem niet, omdat sponsorwerving na de eerste succesvolle editie een stuk makkelijker ging.

## Edities
- 21 december 2011 tot en met 8 januari 2012: Met Erik van Muiswinkel als Scrooge, Patrick Stoof als Marley, Servaes Nelissen als Bob Cratchit, Erna Sassen als de vrouw van Bob, René Retèl als Fezziwig, Sam Beisser als Mevrouw Fezziwig, Melissa Drost als arm meisje en 25 amateurspelers. Regie Bruun Kuijt, muziek Arie van der Wulp, uitgevoerd door Omnibuzz met het Haarlems mannenkoor Zang & Vriendschap.
- 20 december 2013 tot en met 5 januari 2014: Met Peter de Jong als Scrooge, Joost Prinsen als Marley, Herman Bolten als Bob Cratchit en Elsje de Wijn als de vrouw van Bob. Tekst Tjeerd Bischoff, regie Ira Judkovskaja, toneelontwerp Roos van Geffen, muziek Wiebe Gotink.
- 8 december 2015 tot en met 3 januari 2016 (kreeg de titel Loes en Marlie): Met Brigitte Kaandorp als Marlie en Raymonde de Kuyper als Loes, Kaltoum Boufangacha als klerk en Taleb-Kamel als tiny Tim, e.a. Regie Jessica Borst, muziek (bewerkt en gearrangeerd) Bas Odijk.
- 19 december 2018 tot en met 6 januari 2019[4]: Met Bert Bunschoten als Scrooge, Wigbolt Kruyver als verteller en de stem van Marley (in deze versie is Marley een 4 meter hoge pop bespeeld door Hans Thissen en Janna Handgraaf) en Tiny Tim, eveneens een pop bespeeld door Janna Handgraaf. Tekst Don Duyns, decors en poppen Rieks Swarte, regie Javier Lopéz Piñón, muzikale leiding Hans Thissen, kleding Carly Everaert.

## Scrooge in de wijk
Om kinderen te laten kennismaken met theater startte theaterdirecteur Jaap Lampe met het project 'Scrooge in de wijk'. Voor de editie van 2018 hadden zo'n 1900 kinderen aan de workshops meegedaan. Uiteindelijk hebben zo'n 250 kinderen auditie gedaan voor een rol in Scrooge! Drieëndertig kinderen werden geselecteerd om mee te spelen in de voorstellingen.